# Giorgio Schiavone
Giorgio Schiavone (właściwie Juraj Culinovic lub Giorgio Culinovic) (ur. między 1434 a 1437 w Scardonie, zm. 1504 w Szybeniku) – malarz pochodzenia chorwackiego, działający głównie we Włoszech w okresie renesansu.

## Życiorys
Jego artystyczny przydomek oznacza "Słowianin" i odwołuje się tym samym do jego pochodzenia. Od 1446 pracował w warsztacie Francesco Squarcionego, ucznia Andrei Mantegny. Wpływ Squarcionego w twórczości Giorgia przejawiał się m.in. w upodobaniu do wyrazistego rysunku, ostrych linii oraz realistycznego modelowania postaci. Przybył do Padwy, gdzie zaangażował się w dekorowanie kaplicy Ovetari. Jego twórczość zaczęła nosić znamiona stylu malarskiego Piera della Francesca, a także artystów zaliczanych do tzw. szkoły z Ferrary, zwłaszcza Cosme Tury.
Od 1461 jego twórczość zaczęła ewoluować w kierunku stylu o cechach charakterystycznych dla kolorystów weneckich, zwłaszcza Giovanniego Belliniego, Antonella da Messiny oraz Carla Crivellego. Krótko później Schiavone powrócił do Chorwacji i osiedlił się w Zadarze a następnie w 1463 roku w dalmatyńskim Szybeniku. Tam ożenił się z Jeleną, córką rzeźbiarza Giorgia di Matteo. Jego dalsza działalność artystyczna nie jest znana.

## Twórczość
Według Bernarda Browna, Schiavone jako jeden z pierwszych włoskich malarzy zastosował na obrazie Portret mężczyzny tzw. cartellino (tekst na wstędze) wykorzystując ją na sygnaturę: Opus Sciavoni Dalmatici Sqarzoni.

## Dzieła
(za źródłem).
- Polityptyk z Madonną i świętymi, obecnie eksponowany w londyńskim National Gallery
- Tronująca Madonna, (ok. 1460), Gemäldegalerie w Berlinie
- Madonna z Dzieciątkiem Jezus, Galeria Sabaudzka w Turynie
- Madonna z Dzieciątkiem z muzykującym aniołem, (ok. 1460), Walters Art Gallery w Baltimore
- Święty Bernardyn ze Sieny, muzeum Poldi Pezzoli w Mediolanie
- Ołtarz świętych franciszkanów, dzieło zrealizowane dla kościoła w San Francesco Grande w Padwie, dawniej tworzyło ołtarz, obecnie w padewskim Muzeum Diecezjalnym.
- Portret mężczyzny, Muzeum Jacquemart-Andre w Paryżu.